# Van Galen (familie)

Stamwapen van Galen

De familie van Galen is afkomstig uit Gahlen, een plaats aan de Lippe, tegenwoordig een Ortsteil van de gemeente Schermbeck, aan de noordrand van het Ruhrgebied in Duitsland.
Het wapen van de familie kenmerkt zich door drie wolfsangels. Ditzelfde wapen wordt ook gebruikt door de familie van den Boetzelaer (van Boetzelaer), die wellicht eenzelfde origine heeft.
In Duitsland is de familie von Galen een adellijk geslacht dat teruggaat tot minstens de 12e eeuw. De Von Galens zijn eeuwenlang zeer machtig geweest in en rond Münster. Vele Von Galens hebben hoge kerkelijke en wereldlijke posities bekleed. Zo was Rutger von Galen (geb. 1220) aartsbisschop van Keulen, was er Bommen Berend, Bernhard von Galen (1606-1678), de bisschop van Münster die in het jaar 1672 Groningen belegerde, en kardinaal Clemens August von Galen (1878-1946), de bisschop van Münster die zich als een der weinigen in de Rooms-Katholieke Kerk fel keerde tegen de nazi's. Een andere bekende Von Galen was Johan von Galen, in Nederland beter bekend als Jan van Galen (1604-1653), de uit Essen afkomstige zeeheld die in de Nieuwe Kerk in Amsterdam zijn praalgraf heeft. 
De stamvader van de Nederlandse tak van het geslacht is Bernard von Galen (geb. circa 1300). Hij was een zoon van Otto van de Boetzelaer van Galen. Rutger van de Boetzelaer (ca. 1302-1356) was gehuwd met Trzenia van Appeltern van Hernen. Zo kwam de familie in het land van Maas en Waal terecht. Hun zoon Sander overleefde zijn vader maar acht jaar. Diens dochter Jutte huwde met Hendrik van Galen (ca. 1341-1393), de kleinzoon van Bernard von Galen. 
Hendrik was een van de nobiles van de Graaf van Kleef en als zodanig de heer van Wijchen. Rond 1393 sloot Kleef een overeenkomst met Gelre, waardoor Hendrik van Galen leenman werd van de Hertog van Gelre. De broer van Hendrik was Berend van Galen (ca. 1365-1429). Hij ontving in 1403 "den Leler te Wichen, alsmede den vond en de heytgraeffschap te Wichen". Berend werd in 1429 als Heer van Wijchen opgevolgd door zijn zoon Rutger van Galen (ca. 1400-1463). Rutger werd opgevolgd door zijn zoon Jacob van Galen (ca. 1430-) en Jacob in 1527 door zijn zoon Rutger van Galen (ca. 1470-1547). In 1547 stonden Rutger's kinderen Jorrien, Hille en Maria hun recht af op het leengoed. Het leengoed en het kasteel te Wijchen werd in 1535 overgenomen door Herman van Bronckhorst, een lid van de  machtige familie Van Bronckhorst, die met de Van Galens diverse huwelijksrelaties had.
Ondertussen had de familie Van Galen zich sinds de 14e eeuw vertakt en verspreid richting Nijmegen, de Veluwe, de Betuwe, Utrecht, Brabant en andere streken. Daarbij werden zowel de namen Van Galen, Van Gaalen als Van Gael gehanteerd.